# Sétima (música)

Sétima menor ré-dó

Sétima maior dó-si

Em música, uma sétima é um intervalo que separa duas notas afastadas por sete graus. Na prática, uma sétima é construída com a ajuda de uma quinta sobre a qual se junta uma terceira da mesma natureza (menor ou maior) que a sétima que se pretende obter.
A sua inversão é a segunda. É considerada como intervalo dissonante.
Uma sétima pode ter quatro extensões principais:
- A sétima diminuta contém nove meios-tons — por exemplo: dó♯ - si♭. Forma uma enarmonia com a sexta maior. A sua entonação justa é 5/3.

- A sétima menor contém dez meios-tons — por exemplo: dó  - si♭. Corresponde à entonação justa entre a 9.ª e a 5.ª harmónica na ressonância natural dos corpos, com uma entonação justa de 9/5.

- A sétima maior contém onze meios-tons — por exemplo: dó - si. A sua entonação justa, definida por uma quinta justa sobre uma terceira maior é de 15/8 — 3/2 x 5/4 = 15/8.

- A sétima aumentada contém doze meios-tons — por exemplo: dó - si♯ — mas não se encontra habitualmente. Forma uma enarmonia com a oitava justa — entonação justa de 2/1.